# Évangéliaire de Macregol
L'Évangéliaire de Macregol ou Évangéliaire de Rushworth est un manuscrit enluminé produit en Irlande au début du IXe siècle. Il est conservé à la  bibliothèque Bodléienne de l'université d'Oxford sous la cote MS. Auctarium D. 2. 19.
Il s'agit d'une copie des Évangiles en latin produite par deux scribes dont l'un est nommé Macregol. Il s'agit de l'abbé du monastère de Birr, en Irlande, mort en 822. Le début de chaque évangile est marqué par deux pages entièrement enluminées, avec un portrait de l'évangéliste à gauche (celui de Matthieu, au début du manuscrit, a disparu) et les premiers mots du texte à droite.
Ce livre passe en Angleterre au Xe siècle et son texte reçoit des gloses interlinéaires en vieil anglais de la part de deux individus nommés Owun et Færmen (ou Farman). Ils indiquent avoir travaillé « æt Harawuda », qui correspond probablement à Harewood dans le Yorkshire, ou moins vraisemblablement à Harewood dans le Herefordshire.
Les gloses vieil-anglaises sont particulièrement intéressantes pour les linguistes, car elles reflètent des différences dialectales autrement mal attestées dans le corpus. La partie glosée par Færmen, qui correspond à l'évangile selon Matthieu, au début de l'évangile selon Marc (jusqu'au verset 2.15) et à trois versets de l'évangile selon Jean (18.1-3), est en dialecte mercien, tandis que le reste (l'évangile selon Luc et la majeure partie de Marc et Jean) est glosé par Owun en dialecte northumbrien.
Le manuscrit est offert à la bibliothèque Bodléienne au XVIIe siècle par l'antiquaire John Rushworth (vers 1612-1690).